# Adam Bień
Adam Bień (ur. 14 grudnia 1899 w Ossali, zm. 4 marca 1998 w Warszawie) – polski polityk ruchu ludowego, adwokat, sędzia, członek władz Polskiego Państwa Podziemnego. Kawaler Orderu Orła Białego.

## Życiorys

### Młodość
Urodzony w rodzinie chłopskiej, rozpoczął swą edukację od jednoklasowej, rosyjskiej szkoły podstawowej w Ossali. Chodził do niej jedną zimę, a następnie przygotowywał się indywidualnie do egzaminu wstępnego do rosyjskiego Progimnazjum w Sandomierzu. Uczniem tej szkoły został w roku 1911. W Progimnazjum uczył się do roku 1914 i ukończył trzy klasy. Po rocznej przerwie spowodowanej wybuchem I wojny światowej, wstąpił jesienią 1915 roku do czwartej klasy zorganizowanego w Sandomierzu, już pod austriackim zaborem, polskiego gimnazjum. W czerwcu 1920 roku zdał maturę.
W lipcu tegoż roku wstąpił jako ochotnik do wojska i uczestniczył w wojnie polsko-bolszewickiej, w kampanii litewsko-białoruskiej. Po powrocie z frontu, późną jesienią 1920 roku, zapisał się na Wydział Prawa Uniwersytetu Poznańskiego, skąd po pierwszym semestrze przeniósł się na Uniwersytet Warszawski, który ukończył w 1925 roku, uzyskując tytuł magistra prawa.
Pracę zawodową rozpoczął w marcu 1926 roku jako aplikant sądowy. Aplikację skończył w 1928 roku i zdał egzamin sędziowski. Pracował jako sędzia grodzki w Grójcu i w Warszawie. Był wiceprzewodniczącym Sądu Pracy w Warszawie, następnie sędzią X Wydziału Cywilnego Sądu Okręgowego.
Adam Bień był społecznikiem. Wynikało to z predyspozycji osobistych, jak również z patriotycznego wychowania, które wyniósł z domu i sandomierskiej szkoły. To właśnie w Gimnazjum brał pierwsze lekcje społecznego działania. W latach 1912–1914 należał do tajnej drużyny skautowej przygotowującej szkolną młodzież do walki o wyzwolenie Polski. W latach 1915–1920 należał do grupy młodzieży redagującej pismo szkolne pt. „Spójnia”, do którego napisał wiele artykułów. W Gimnazjum sandomierskim pod opieką wielkiego wychowawcy młodzieży, Aleksandra Patkowskiego, działał Samorząd Uczniowski, którego Adam Bień był aktywnym członkiem. Udzielał się także w kole historyczno-literackim, które organizowało widowiska teatralne, obchody uroczystości narodowych, dożynki, koncerty, dyskusje literackie. Z kolegami pochodzącymi ze wsi organizował na terenie powiatu sandomierskiego koła młodzieży wiejskiej, które prowadziły okolicznościową działalność społeczno-oświatową, kulturalną i polityczną. Wierny środowisku, z którego wyszedł, należał do czołowych organizatorów postępowej i popularnej w okresie międzywojennym organizacji Związku Młodzieży Wiejskiej Rzeczypospolitej Polskiej Wici. W czerwcu 1928 roku, na założycielskim zjeździe tej organizacji, której był współtwórcą, wygłosił autorski referat programowy „Demokracja w wychowaniu młodego człowieka w wolnym kraju”. W latach 1929–1931 pełnił funkcję prezesa „Wici”. Jednocześnie w latach 1924–1939 był jednym z czołowych działaczy Związku Teatrów Ludowych. Współpracował w dziedzinie ruchu amatorskiego teatrów ludowych z Jędrzejem Cierniakiem. Wspólnie opracowali i wydali książkę pt. „Teatry ludowe w Polsce”.

### II wojna światowa
Aktywny okres działalności społeczno-politycznej Adama Bienia przypadł na czas wojny i okupacji niemieckiej. Jako „wiciarz” włączył się na początku 1940 roku do konspiracyjnej pracy w Stronnictwie Ludowym „Roch”, gdzie powierzono mu przewodnictwo Komisji Prawnej Centrali Ruchu Ludowego, która opracowała szereg dokumentów dotyczących ustroju prawnego, politycznego, społecznego i gospodarczego przyszłej powojennej Polski, tzw. „Trzeciej Polski”. Z ramienia „Rocha” powołany został w 1943 roku przez Prezydenta Rzeczypospolitej na emigracji na stanowisko I Zastępcy Delegata Rządu RP na kraj w randze ministra. W Delegaturze podlegały mu departamenty: sprawiedliwości, oświaty i kultury, Komitet Koordynacji Ustawodawczej oraz sprawy narodowościowe. W czasie powstania warszawskiego Adam Bień, jako I Zastępca Delegata Rządu RP i członek Krajowej Rady Ministrów, był faktycznym kierownikiem władzy cywilnej i przyczynił się znacznie do wydania dwóch Dzienników Ustaw, w których zawarte zostały przygotowane w konspiracji akty prawne, regulujące podstawowe sprawy w odradzającej się Polsce.

### Proces szesnastu

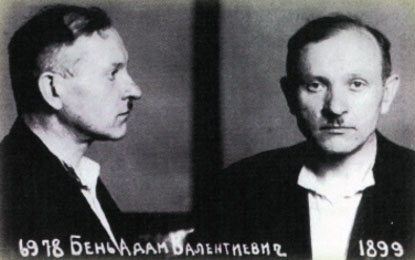
Adam Bień po aresztowaniu przez NKWD 1945

W marcu 1945 roku Adam Bień, wraz z innymi czołowymi przywódcami Polskiego Państwa Podziemnego, został podstępnie aresztowany przez NKWD i wywieziony do Moskwy, gdzie został skazany w tzw. „procesie Szesnastu” na pięć lat więzienia. Został osadzony na Łubiance. Wrócił z moskiewskiego więzienia w sierpniu 1949 roku
dzięki staraniom żony Zofii, sandomierzanki, absolwentki sandomierskiego Seminarium Nauczycielskiego; w sprawie męża Adama zwróciła się o pomoc do „wiciarza” Józefa Niećki, w owym czasie prezesa „odrodzonego” PSL, następnie członka Rady Państwa.

### Okres PRL-u

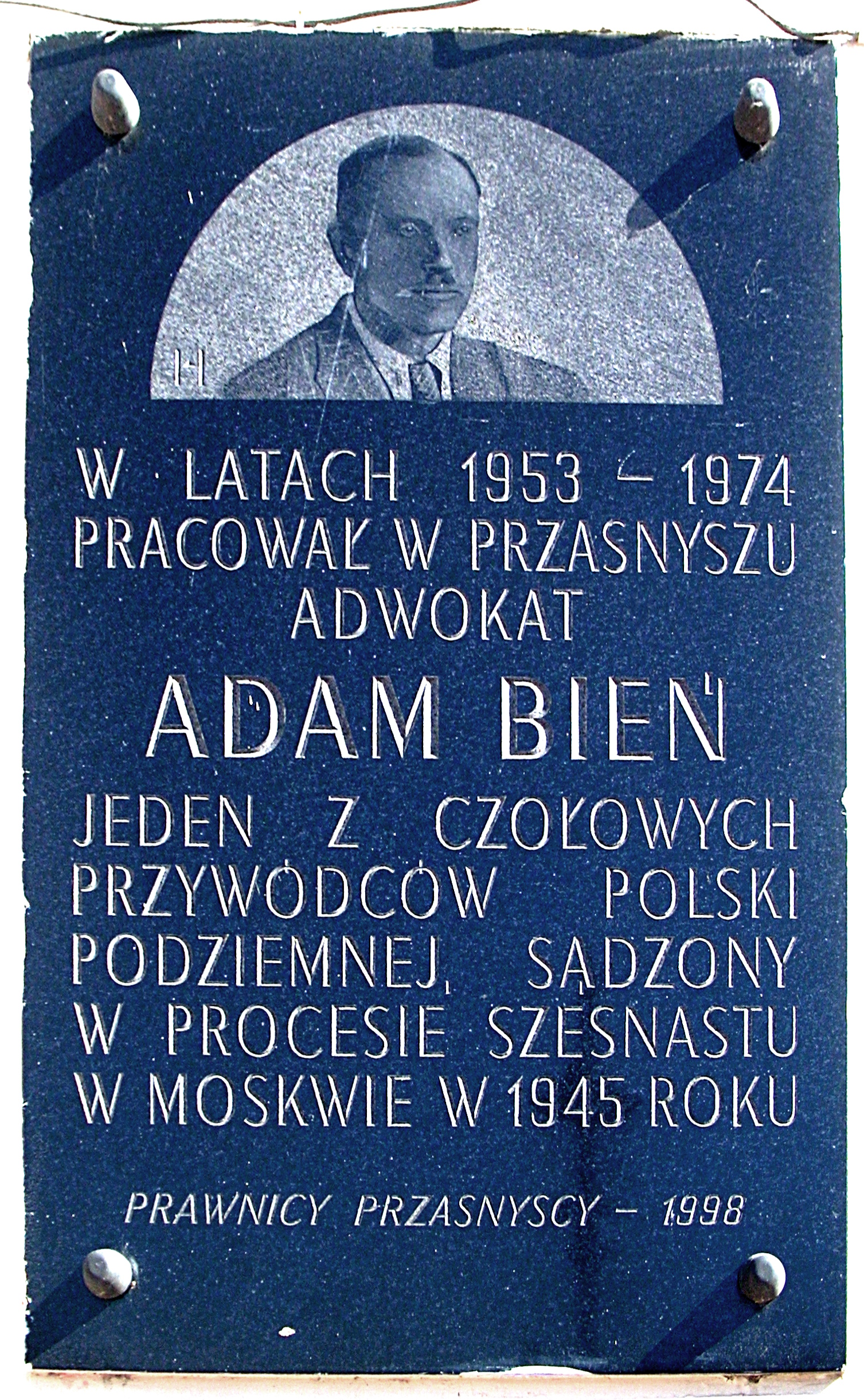
Tablica upamiętniająca pracę Adama Bienia w Przasnyszu

Po powrocie z więzienia Adam Bień nie mógł otrzymać pracy w sądownictwie. Przez pewien czas zajmował się tłumaczeniami literatury rosyjskiej dla Ludowej Spółdzielni Wydawniczej. W 1953 roku zezwolono mu na pracę w zawodzie adwokata, lecz nie w Warszawie, a na prowincji, w Przasnyszu.
Po przejściu na emeryturę, w styczniu 1975 roku, powrócił do rodzinnej Ossali i zamieszkał w domu, który tam wybudował. Zajął się w owym czasie głównie pisaniem, a także działalnością społeczną. Był między innymi współzałożycielem Staszowskiego Towarzystwa Kulturalnego, a od roku 1987 jego honorowym prezesem, członkiem Towarzystwa Naukowego Sandomierskiego, Polskiego Towarzystwa Czytelniczego, a także honorowym członkiem Ligi Krajowej. Zapraszany na różnego rodzaju spotkania i uroczystości dawał świadectwo prawdzie o historycznych wydarzeniach, w których w ciągu prawie 100 lat życia przyszło mu uczestniczyć. Czynił to również w licznych wywiadach, jakich udzielał prasie, radiu i TV. Publikował także własne artykuły, w których wyrażał swoje opinie na temat tworzącej się III Rzeczypospolitej.

### Śmierć i pamięć

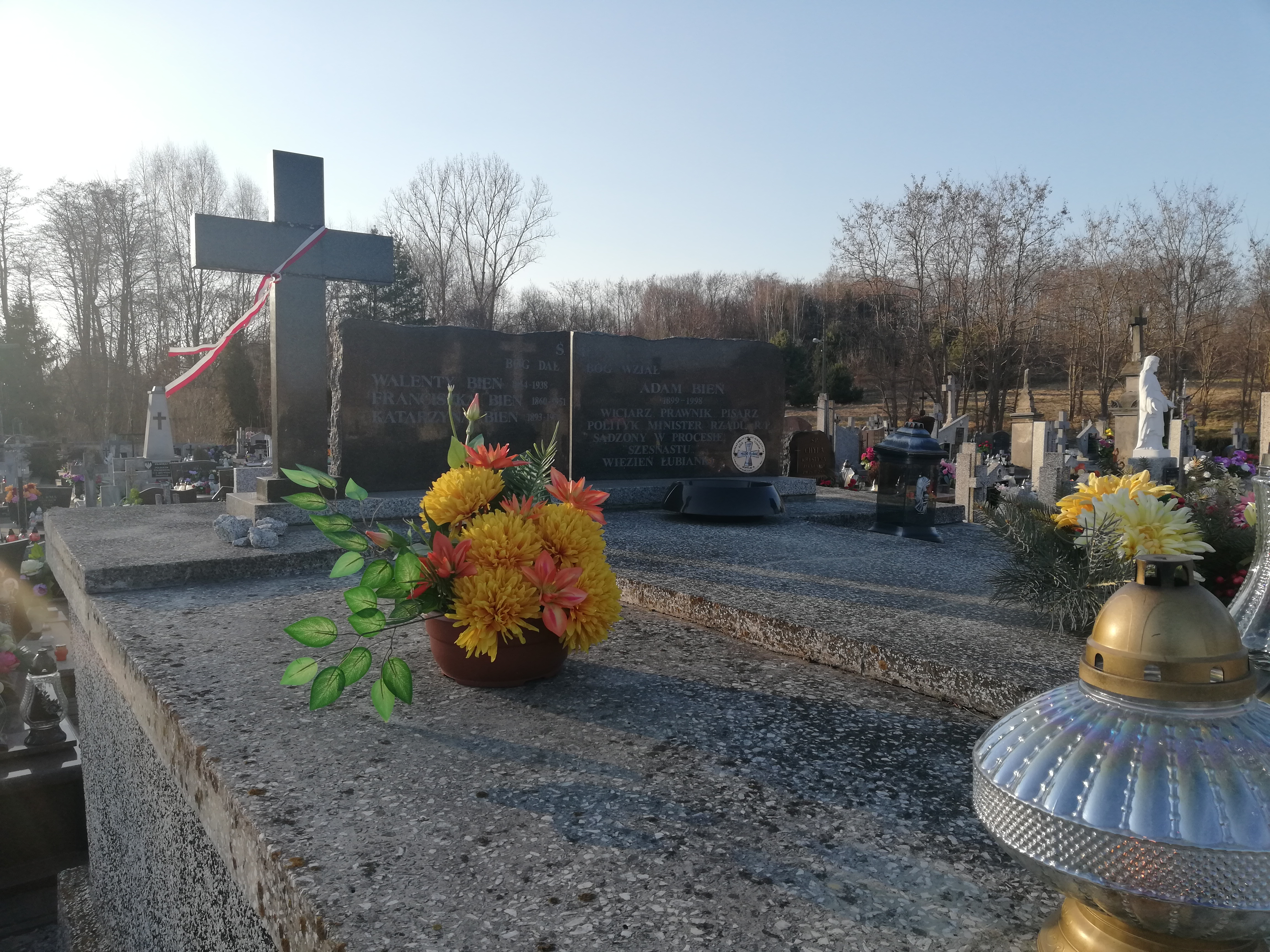
Grób Adama Bienia na cmentarzu parafialnym w Niekrasowie

Zmarł 4 marca 1998 roku po prawie trzytygodniowej chorobie, w Klinice Rządowej w Warszawie. Został pochowany zgodnie ze swoją wolą na cmentarzu parafialnym w Niekrasowie. Na jego grobie córka Hanna umieściła napis: „Adam Bień 1899–1998, wiciarz, prawnik, pisarz, polityk, Minister Rządu RP, sądzony w procesie „Szesnastu”, więzień Łubianki”. U góry, nad nazwiskiem – słowa będące tytułem jego ostatniej książki: „Bóg dał – Bóg wziął”.
W czerwcu 1999 roku w rodzinnej Ossali został otwarty Dom Pamięci Adama Bienia, w którym – pod patronatem merytorycznym Muzeum Historii Polskiego Ruchu Ludowego, zostały zgromadzone i wyeksponowane liczne pamiątki, dokumenty, listy i fotografie Adama Bienia. W Częstochowie jest ulica nazwana jego imieniem, w Milanówku pod Warszawą, gdzie mieszkał przez wiele lat, znajduje się skwer i tablica, upamiętniająca jego osobę. W Staszowie znajduje się park jego imienia oraz pomnik – ławeczka z postacią Adama Bienia, patronuje miejscowemu Kołu Turystyki Rowerowej PTTK.
9 listopada 2017 r. ulica nazwana wcześniej imieniem Antoniego Dobiszewskiego w dzielnicy Wola w Warszawie zyskała nazwę ulicy Adama Bienia.

## Odznaczenia
Zasługi Adama Bienia, jednego z czołowych twórców Polskiego Państwa Podziemnego, doceniono w III Rzeczypospolitej. Został odznaczony Orderem Orła Białego (3 maja 1994), Krzyżem Komandorskim z Gwiazdą Orderu Odrodzenia Polski (19 marca 1988), Krzyżem Oficerskim Orderu Odrodzenia Polski, Krzyżem „Za udział w wojnie 1918-1921”, Medalem Polonia Mater Nostra Est i licznymi medalami, m.in. Odznaką Honorową „Zasłużony Działacz Kultury”, Odznaką im. Ignacego Solarza, „Złotą Odznaką Adwokatury”. Cztery miasta: Kraków, Sandomierz, Świdnik i Pruszków obdarzyły go Honorowym Obywatelstwem.

## Życie prywatne
Miał siostrę Ludwikę, której synem był Ludwik Machalski „Mnich”.

## Publikacje książkowe
Najpełniej swoje życiowe doświadczenia i przemyślenia wyraził w książkach: w trylogii Bóg wysoko – dom daleko, Bóg wyżej – dom dalej, Bóg dał – Bóg wziął oraz w Listach z Łubianki (książki powstawały od 1981 do 1998 roku). Za twórczość wspomnieniową dwukrotnie otrzymał nagrodę „Polityki”: za tom „Bóg wysoko - dom daleko” w roku 1982 i pośmiertnie w 1998 za Listy z Łubianki. Za wspomniany już tom „Bóg wysoko – dom daleko” otrzymał także nagrodę LSW w roku 1981. Za drugi tom „Bóg wyżej dom dalej” przyznano mu nagrodę ufundowaną przez Marię Ginter, a za całokształt twórczości i działalności społecznej otrzymał nagrodę im. Macieja Rataja.